# St. Korbinian (Reichersbeuern)

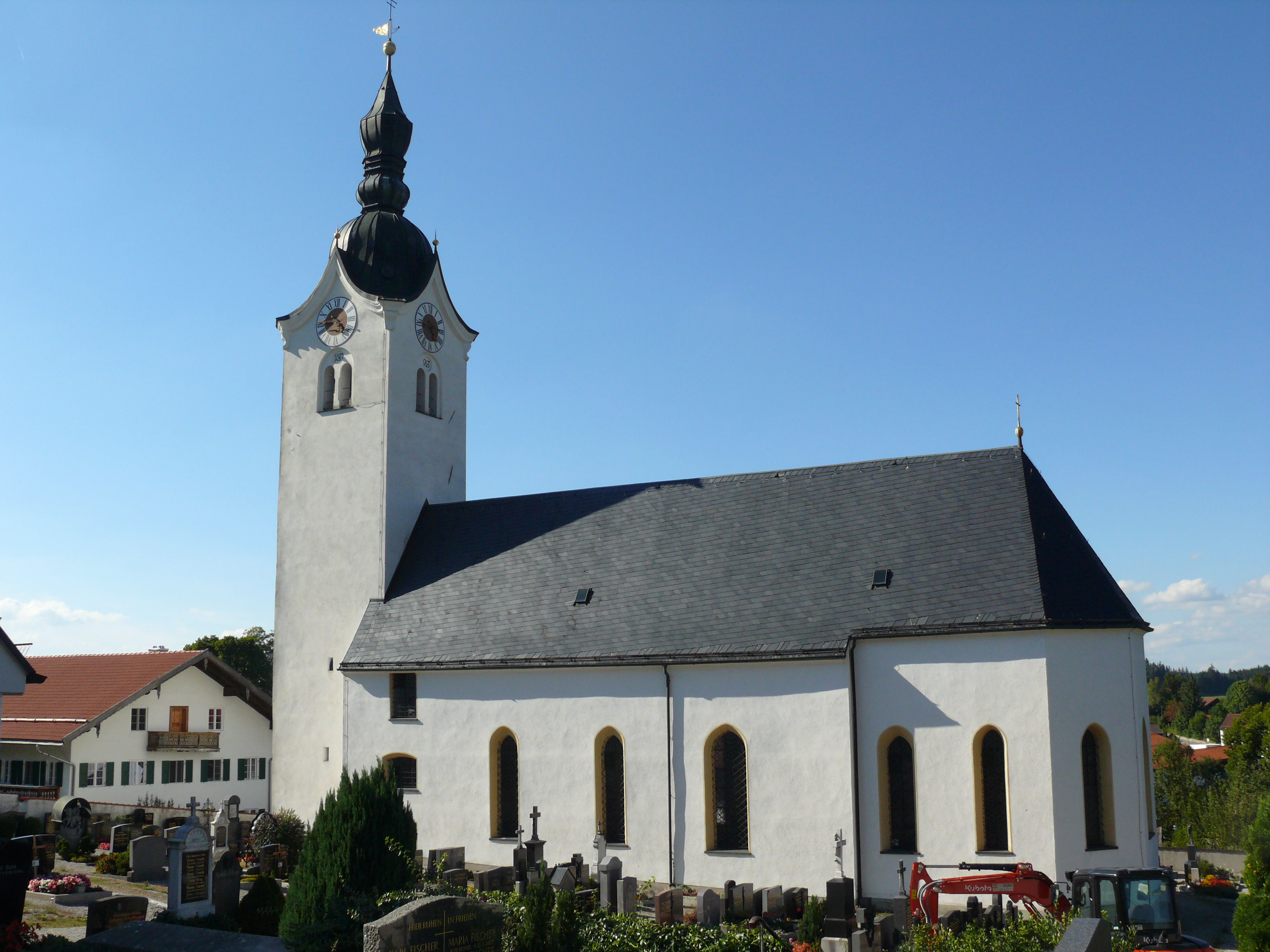
St. Korbinian in Reichersbeuern

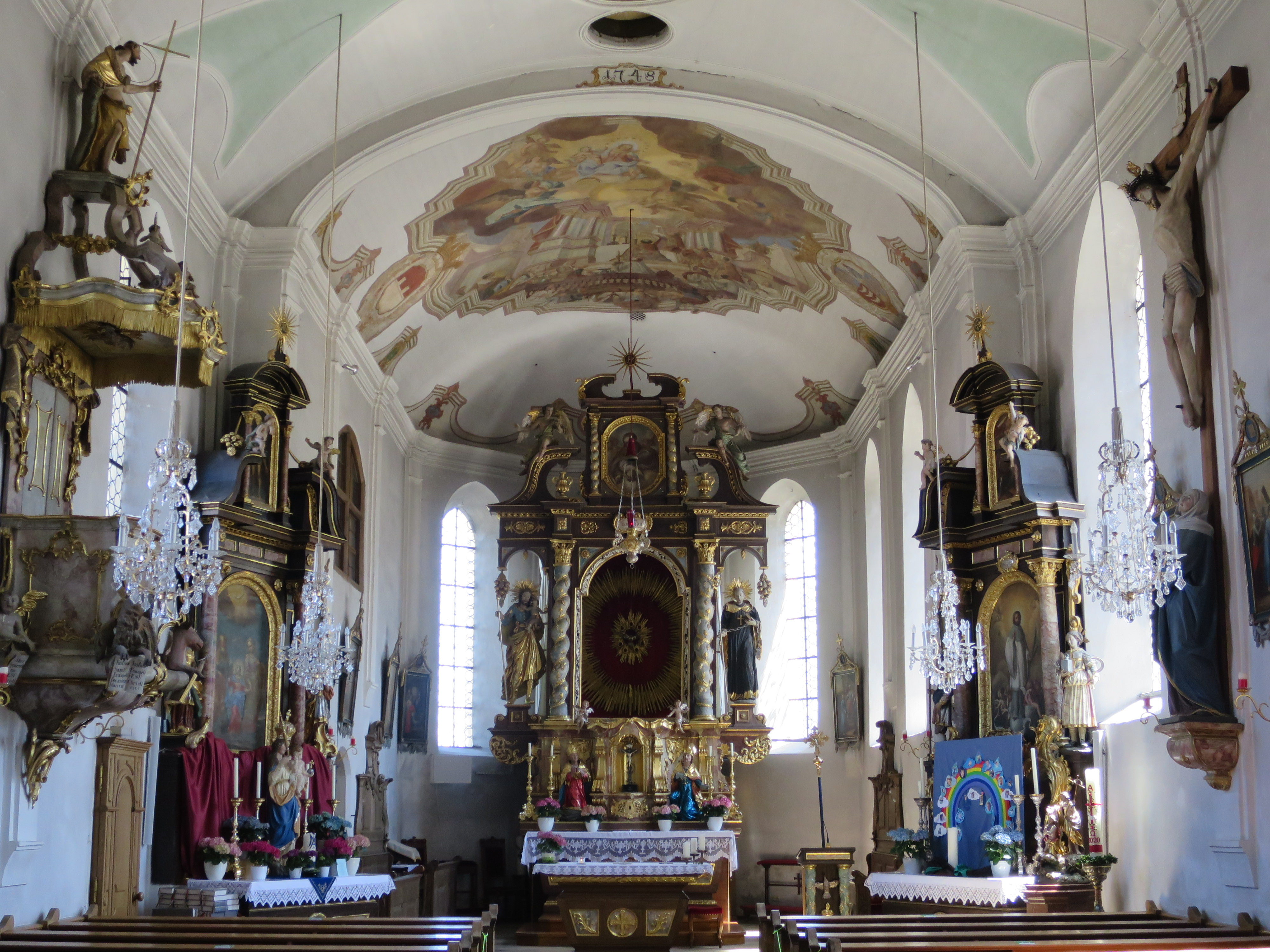
Innenraum

Die römisch-katholische Pfarrkirche St. Korbinian steht in Reichersbeuern, einer Gemeinde im oberbayerischen Landkreis Bad Tölz-Wolfratshausen. Die Kirche steht unter Denkmalschutz und ist in der Liste der Baudenkmäler in Reichersbeuern unter der Nr. D-1-73-140-1 eingetragen. Das Kirchengebäude gehört zum Dekanat Bad Tölz-Wolfratshausen im Erzbistum München und Freising.

## Beschreibung
Die im Kern spätgotische Saalkirche wurde 1748 barock erweitert. Sie besteht aus dem Langhaus zu vier Jochen, dem eingezogenen, dreiseitig geschlossenen Chor im Osten und dem etwas in die Westwand des Langhauses eingestellten Kirchturm. Seine oberen Geschosse enthalten die Turmuhr und den Glockenstuhl mit drei Glocken. Darauf wurde 1763 eine Welsche Haube aufgesetzt. 
Das Fresko im Chor wurde Anfang der 1760er Jahre eingebracht. Der Hochaltar wurde um 1700 aufgestellt. Er wird flankiert von den Skulpturen des Josef von Nazaret und des Leonhard von Limoges, die Michael Andersag zugeschrieben werden. Auf dem Altarretabel ist Korbinian dargestellt. Die Orgel auf der oberen Empore wurde von Orgelbau Sandtner errichtet.